# Wolfgang Herold
Wolfgang Herold ist ein deutscher Filmproduzent und Sound Supervisor.

## Leben
Wolfgang Herold sammelte erste Erfahrungen im Tonbereich bei der Arbeit für den amerikanischen TV-/Radiosender AFN und produzierte Production Music für seinen eigenen Musikverlag. Im Jahr 1988 gründete er ein eigenes Tonstudio in Frankfurt am Main. Lag der Schwerpunkt zunächst auf Werbung und Musik, steht mittlerweile die Mischung von Spielfilmen in den Herold Studios im Vordergrund. 1993 führte Wolfgang Herold mit dem D.A.N. Digital Audio Network System eine neue Produktionsform für Tonstudios ein, die Sprachaufnahmen via ISDN möglich machte.
Im Jahr 2001 gründete er die Filmproduktion Herold Productions GmbH zur Stoffentwicklung, Ko-Finanzierung und Ko-Produktion internationaler Spielfilme. Zu den Produktionen gehören unter anderem die von Uwe Boll verfilmten Alone in the Dark, Schwerter des Königs – Dungeon Siege und Far Cry. Darüber hinaus ist Wolfgang Herold auch als Music Supervisor und Soundtrack Producer tätig. Für die Zusammenarbeit mit der Band Nightwish zum Soundtrack von Alone in the Dark erhielt er sowohl Gold- als auch Platinauszeichnungen.
Wolfgang Herold ist Mitglied der Deutschen Filmakademie e. V.

## Preise und Auszeichnungen
- Sonderpreis der Jury des Hessischen Filmpreises 2007 als ausführender Produzent von Schwerter des Königs - Dungeon Siege[1]

## Filmografie
- 1999: Missing Link (Produzent)
- 2002: Blackwoods (Produzent)
- 2003: Castro (TV) (Produzent)
- 2003: House of the Dead (Produzent)
- 2003: Heart of America (Produzent)
- 2005: BloodRayne (Produzent)
- 2005: Alone in the Dark (Produzent)
- 2005: Surviving the Terror (Produzent)
- 2006: You Am I (Produzent)
- 2007: Brotherhood of Blood (Co-Produzent)
- 2007: Schwerter des Königs – Dungeon Siege (In the name of the king - A Dungeon Siege tale) (Produzent)
- 2008: Far Cry (Produzent)
- 2008: Die Brücke (TV) (Co-Produzent)
- 2009: Alone in the Dark II (V) (Co-Produzent)
- 2010: Max Schmeling – Eine deutsche Legende (Produzent)
- 2010: BloodRayne 3 (Produzent)
- 2011: Homies (Co-Produzent)
- 2012: Die schwarzen Brüder (Co-Produzent)
- 2013: Der Geschmack von Apfelkernen (Co-Produzent)